# 新薬師寺

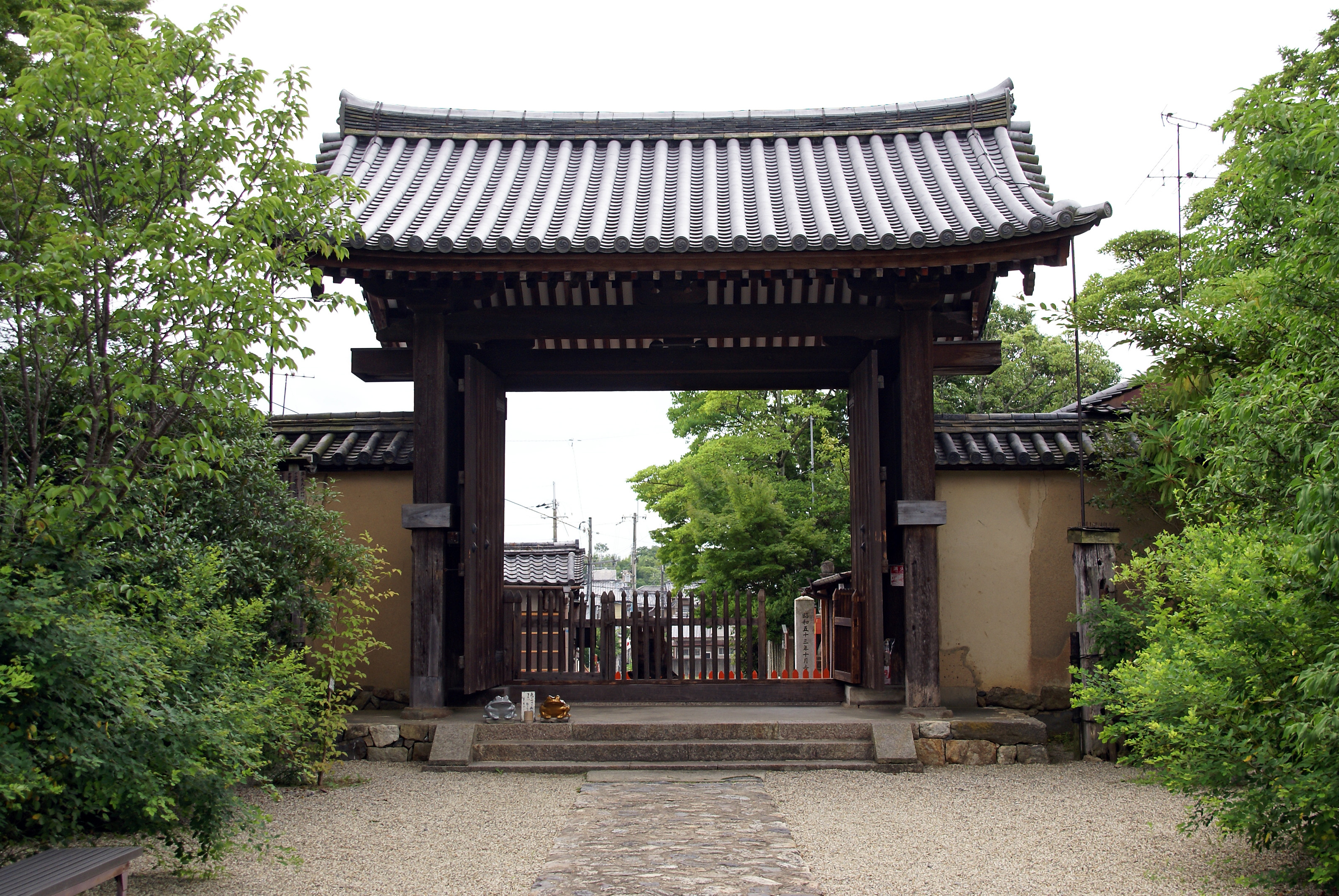
南門

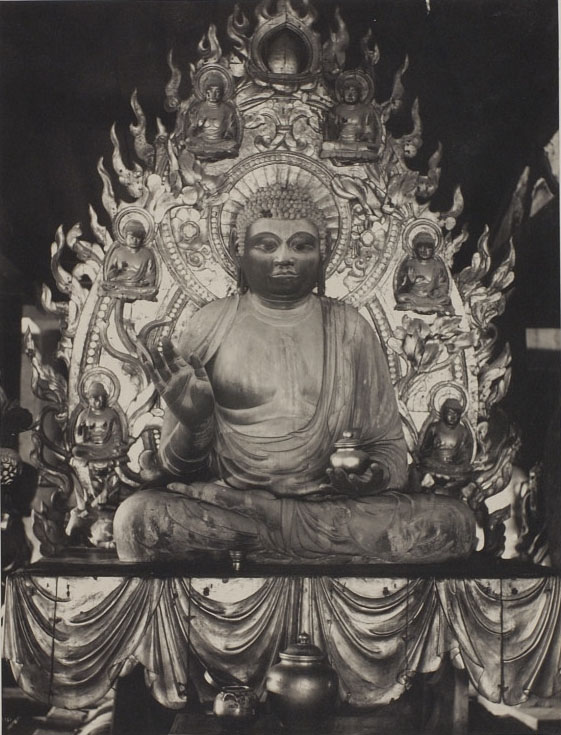
薬師如来坐像（国宝）

新薬師寺（しんやくしじ）は、奈良県奈良市高畑町にある華厳宗の寺院。山号は日輪山。本尊は薬師如来。開基（創立者）は光明皇后または聖武天皇と伝える。
奈良時代には南都十大寺の1つに数えられ、平安時代以降は規模縮小したが、国宝の本堂や奈良時代の十二神将像をはじめ、多くの文化財を伝えている。

## 歴史

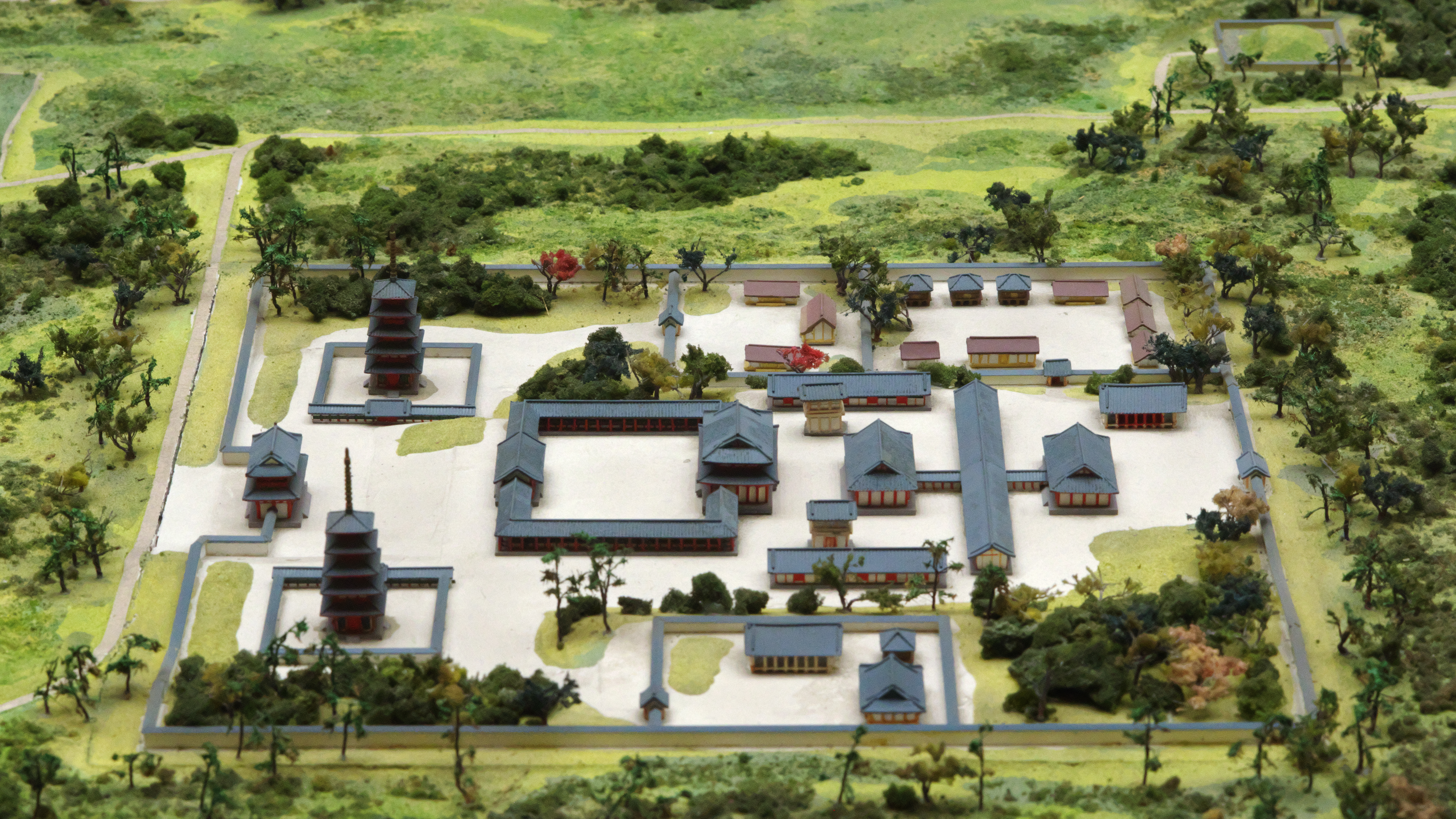
創建時新薬師寺の模型（奈良市役所所蔵平城京1/1000模型の一部）
東側から見る

### 創建
奈良市街地の南東方、春日大社の二の鳥居の南方に位置する。最盛期には4町（約440メートル）四方の寺地を有し、現在の奈良教育大学のキャンパスあたりまでが新薬師寺の境内地であった。
新薬師寺は奈良時代（8世紀）創建の官立寺院であることは間違いないが、創建の正確な時期や事情については正史に記載がない。平安時代末期成立の『東大寺要録』には、末寺である新薬師寺についての記載があり、同書の巻第一・本願章には「天平19年（747年）、光明皇后が夫聖武天皇の病気平癒のため新薬師寺を建て、七仏薬師像を造った」とある。また、同書巻第六・末寺章によれば、新薬師寺は別名を香薬寺といい、九間の仏堂に「七仏（薬師）浄土七躯」があったという。天平宝字6年3月1日（762年3月30日）の「造東大寺司告朔解」（こくさくげ）という文書（正倉院文書）によると、当時「造香山薬師寺所」という臨時の役所が存在し、香山薬師寺（新薬師寺の別名）の造営がまだ続いていたことがわかる。
『続日本紀』の記載を見ると、聖武天皇の病気は2年前の天平17年（745年）以来のもので、新薬師寺の建立された天平19年（747年）頃は小康状態にあったようである。『続紀』によると、天平17年（745年）9月には聖武の病気平癒のため、京師と畿内の諸寺に薬師悔過（けか）法要の実施を命じ、また諸国に「薬師仏像七躯高六尺三寸」の造立を命じている。新薬師寺の創建は、この七仏薬師造立の勅命にかかわるものとみられている。なお、別の伝承では、聖武天皇が光明皇后の眼病平癒を祈願して天平17年（745年）に建立したともいう。
2023年（令和5年）9月、薬師如来坐像の光背の修復作業に入っており、十二神将全てを拝観は出来ない。同年10月2日 - 6日に、拝観が規制される。

### 「香山寺」と新薬師寺
前述のとおり、新薬師寺には香山薬師寺または香薬寺という別名があったことが知られるが、『正倉院文書』にはこれとは別にやはり光明皇后創建を伝える「香山寺」という寺の名が散見され、この香山寺と新薬師寺との関係についてはさまざまな説がある。
正倉院には、東大寺の寺地の範囲を示した「東大寺山堺四至図」（とうだいじさんかいしいしず）という絵図があるが、この絵図を見ると、現・新薬師寺の位置に「新薬師寺堂」、東方の春日山中に「香山堂」の存在が明記され、絵図が作成された天平勝宝8歳（756年）の時点でこの両建物が並存していたことが明らかである。福山敏男は、新薬師寺と香山薬師寺は同じ寺院の別称だとしたうえで、「山堺四至図」にみえる「香山堂」を「香山寺」と認め、香山寺は『続紀』にみえる天平17年（745年）9月の薬師悔過実施と七仏薬師造立の勅命に基づいて創建されたものとした。毛利久は、香山寺と新薬師寺は後に合併して、春日山中の香山寺は奥の院的存在になったとみなし、香山寺と香山薬師寺は同じ寺院の別称とした。
この香山寺ないし香山堂については、1966年（昭和41年）の奈良国立博物館の現地調査により、佐保川の水源地付近の尾根上に寺院跡が確認されている。同地から採取された古瓦の様式年代から、香山寺は天平17年（745年）以前に建てられたことが明らかとなった。この点をふまえ、稲木吉一は、香山薬師寺は新薬師寺の別名で、香山寺は新薬師寺創建以前から春日山中に存在した別寺院であり、平安時代中期頃に廃絶したとしている。
2008年（平成20年）、奈良教育大学の校舎改築に伴う発掘調査が行われ、同大学構内で新薬師寺金堂跡とみられる大型建物跡が検出された。同年10月23日の奈良教育大学の発表によると、検出された建物跡は基壇の規模が正面54メートル、奥行27メートルと推定され、基壇を構成していたと思われる板状の凝灰岩や、柱の礎石を支えていたとみられる、石を敷き詰めた遺構などが出土した。当地は現・新薬師寺の西約150メートルに位置し、上述の「東大寺山堺四至図」にある新薬師寺の七仏薬師堂に相当する建物跡と推定されている。

### 衰退と復興
創建時の新薬師寺は金堂、東西両塔などの七堂伽藍が建ち並ぶ大寺院であったが、次第に衰退した。『続日本紀』によれば宝亀11年（780年）の落雷で西塔が焼失し、いくつかの堂宇が延焼している。また、『日本紀略』や『東大寺要録』によれば、応和2年（962年）に台風で金堂以下の主要堂宇が倒壊し、以後、復興はしたものの、往時の規模に戻ることはなかった。現在の本堂は様式からみて奈良時代の建築だが、本来の金堂ではなく、他の堂を転用したものである。現本尊の薬師如来像は様式・技法上、平安時代初期の制作とするのが一般的だが、本堂建立と同時期までさかのぼる可能性も指摘されている。
治承4年（1180年）の平重衡の兵火で、東大寺、興福寺は主要伽藍を焼失したが、新薬師寺は焼け残った。鎌倉時代には華厳宗中興の祖である明恵が一時入寺し、復興に努めた。現存する本堂以外の主要建物は鎌倉時代のものである。
南は南都鏡神社、西は入江泰吉記念奈良市写真美術館に接している。

## 境内

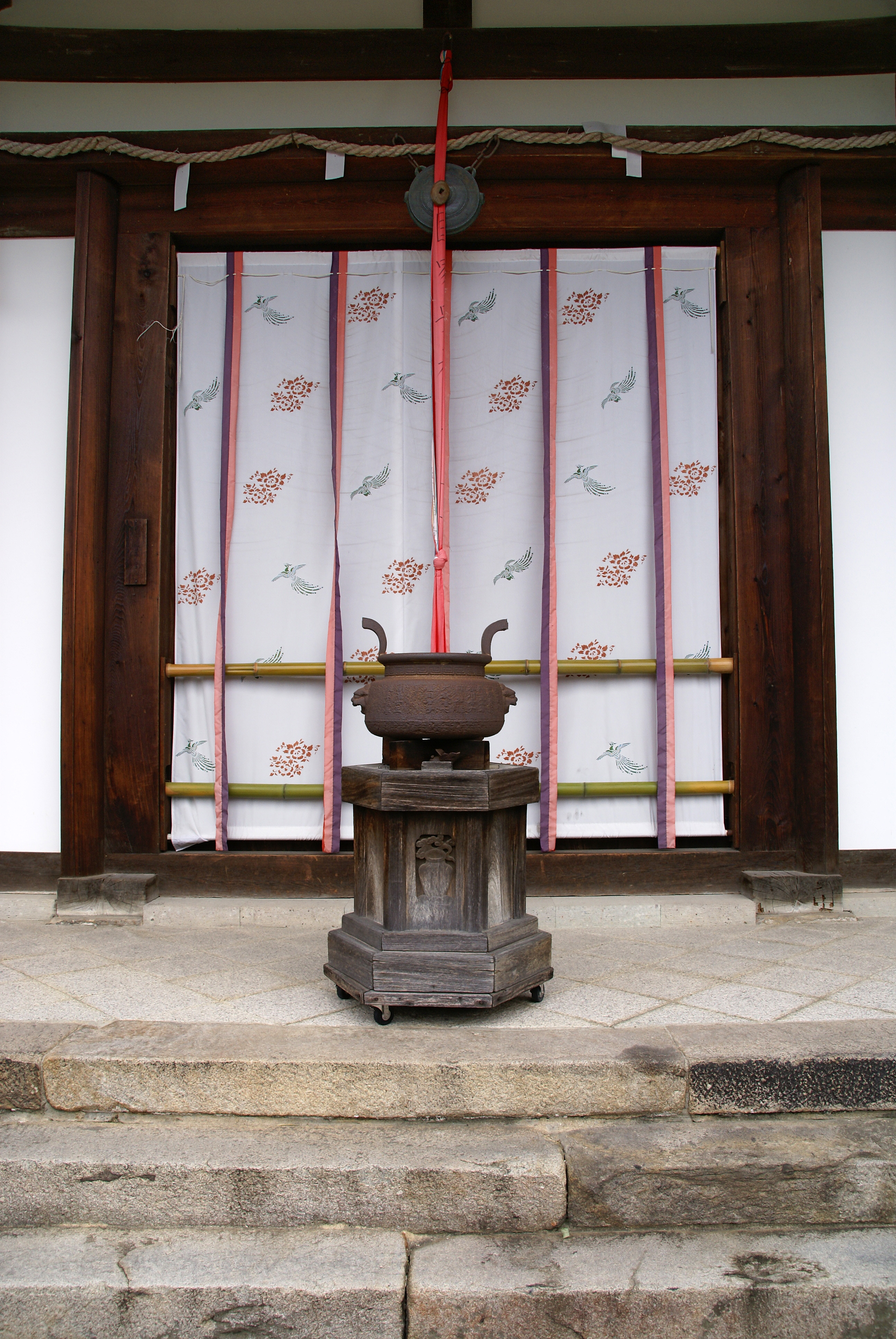
本堂

- 本堂（国宝）

入母屋造、本瓦葺きで低平な印象の堂である。平面規模は桁行7間、梁間5間で、5間×3間の身舎（もや）の周囲に1間の庇をめぐらした形式になる。正面は柱間7間のうち中央3間を戸口とし、その左右各2間には窓を設けず白壁を大きく見せた意匠とする。側面、背面も中央間に戸口を設けるのみで窓は設けていない。内部は土間で、天井を張らず、垂木などの構造材をそのまま見せる「化粧屋根裏」となっている。堂内中央には円形漆喰塗りの仏壇を築き、中央に本尊薬師如来像を安置、これを囲んで十二神将像が外向きに立つ。この建物は創建当初の金堂ではなく、他の建物を転用したものではあるが（密教的修法が行われた「壇所」であったという説がある）、遺構の少ない奈良時代の建造物として貴重である。桁行7間のうち中央の柱間を両脇の柱間より広く取ること、身舎の柱間をこの時代通例の2間でなく3間とする点が特色で、これは堂内中央に大型の円形仏壇を設置することをあらかじめ想定して設計されたものと考えられる。
- 香薬師堂
- 庫裏
- 東門（重要文化財） - 鎌倉時代。
- 善女龍王社
- 鐘楼（重要文化財） - 鎌倉時代。
- 地蔵堂（重要文化財） - 鎌倉時代、おたま地蔵尊安置。
- 実忠和尚御歯塔
- 石仏群
- 稲荷社
- 南門（山門、重要文化財） - 鎌倉時代。

## 文化財

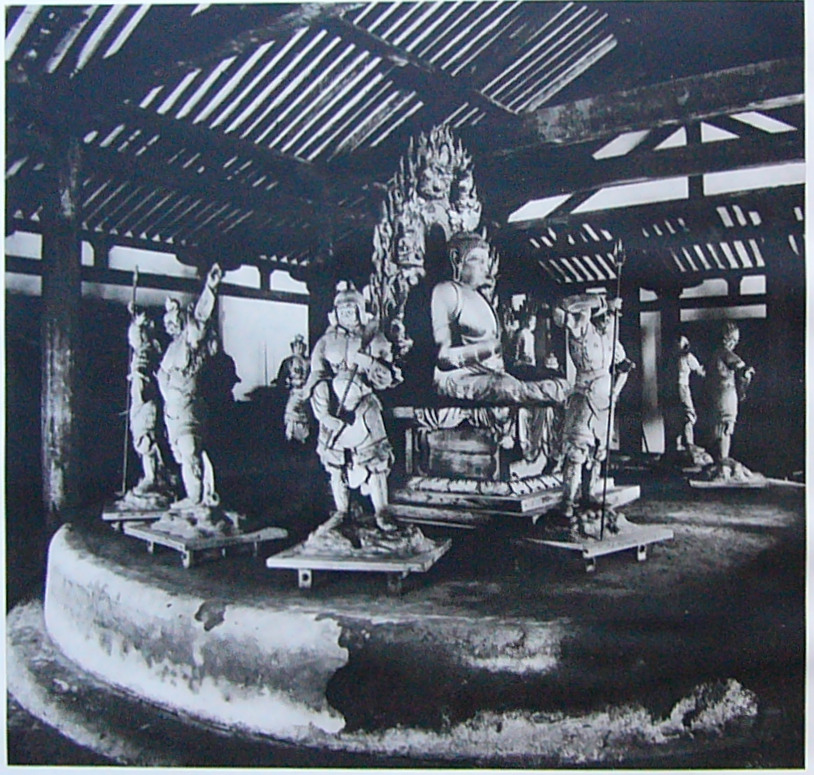
十二神将と本尊

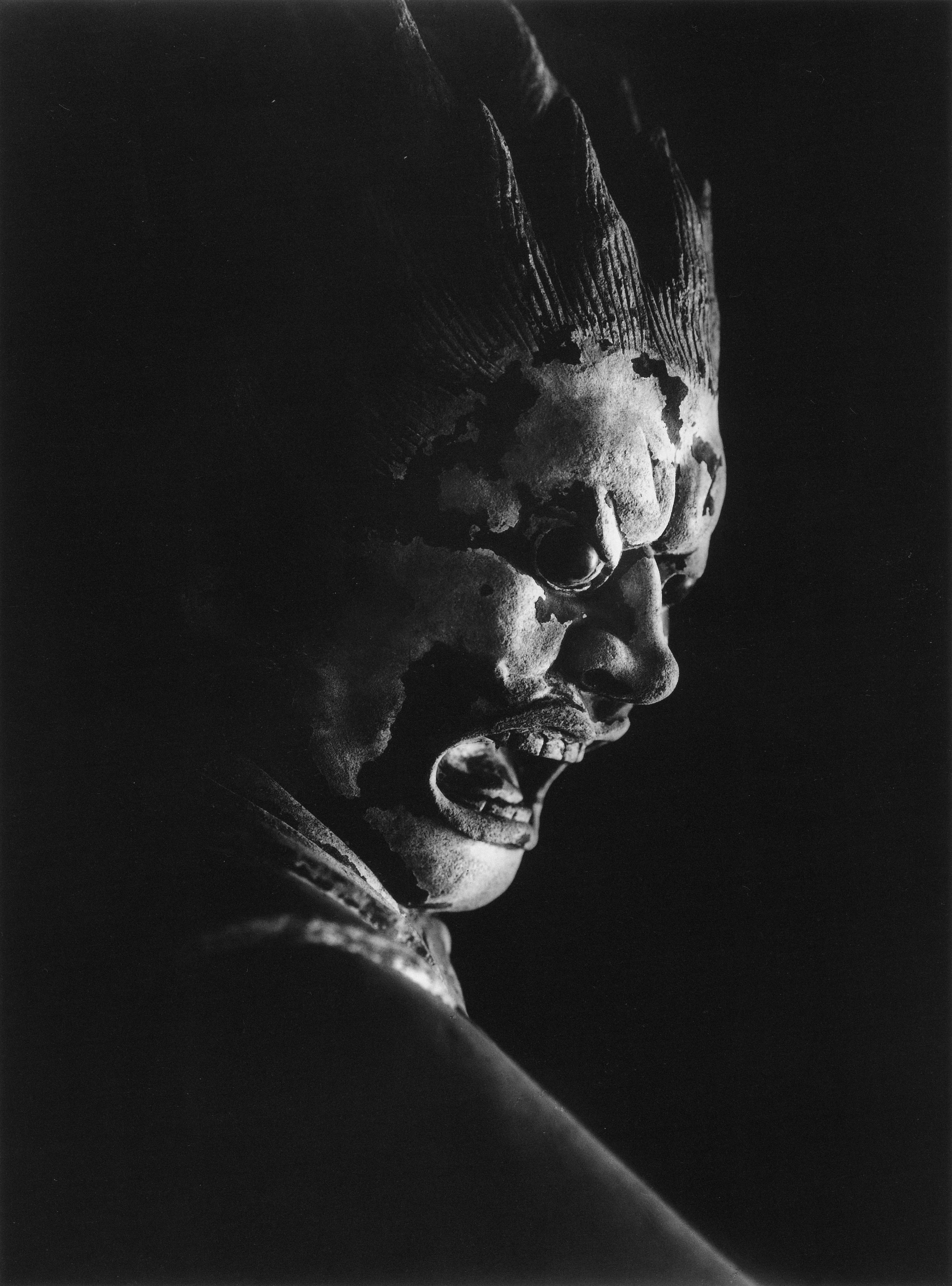
十二神将のうち伐折羅大将（迷企羅大将）（撮影：小川晴暘）

### 木造薬師如来坐像
当寺の本尊。国宝に指定されている。像高191.5センチメートル。制作年代は記録がなく不明であるが、新薬師寺の創建期まではさかのぼらず、平安時代初期・8世紀末頃の作と見るのが一般的である。坐像で高さ2メートル近い大作だが、頭・体の主要部分はカヤの一木から木取りし、これに脚部、両腕の一部などを矧ぎ付ける。矧ぎ付け材も同じ材木から木取りされ、木目を縦方向に合わせるように造られていることが指摘されている。眉、瞳、髭などに墨、唇に朱を差すほかは彩色や金箔を施さない素木仕上げとする。一般の仏像に比べ眼が大きいのが特徴で、「聖武天皇が光明皇后の眼病平癒を祈願して新薬師寺を創建した」との伝承も、この像の眼の大きさと関連づけられている。1975年（昭和50年）の調査の際、像内から平安時代初期と見られる法華経8巻が発見され、国宝の「附（つけたり）」として指定されている。光背には6体の化仏が配されていて像本体と合わせると７体となり、『七仏薬師経』に説く七仏薬師を表現しているとみられる。また、光背の装飾にはシルクロード由来のアカンサスという植物の葉と考えられている装飾がある。

### 塑造十二神将立像
12躯のうち後補の1躯（後述）を除く11躯が国宝に指定されている。十二神将は薬師如来の眷属である。円形の仏壇上、中央の本尊薬師如来像を囲んで立つ。木造の本尊とは異なり、奈良時代に盛んに造られた塑像である。これらの像は高円山麓にあった岩淵寺から移されたとする伝承もあるが、造立の事情は明らかでない。作風や、12躯のうち1躯の台座裏桟から「天平」云々の墨書が見出されたことなどから、天平期の作と見なされている。同じ塑造の傑作として知られる東大寺戒壇院の四天王像の造形と比較すると、ポーズが大振りになっており、東大寺像よりも時代が少し下ると見られている。12躯のうちの1躯（宮毘羅（くびら）大将像、寺伝では波夷羅（はいら）大将像）のみは江戸時代末期の地震で倒壊し、1931年（昭和6年）に細谷而楽が補作したもので、国宝指定外である。本尊に向かってすぐ右に立つ像（迷企羅（めきら）大将像、寺伝では伐折羅（ばさら）大将像）は日本の500円切手のデザインに使用されている。
寺伝名称と国宝指定名称の一覧
十二神将像の個々の像名については、『新薬師寺大鏡』（1934年刊）などの過去の文献で使用されている名称（国宝指定名称もこれによる）と、現在寺で使用している呼称が異なっており、その異同は下表のとおりである。
| 寺伝による名称 | 国宝指定名称   | 像容                     |
| -------------- | -------------- | ------------------------ |
| 伐折羅大将     | 迷企羅大将     | 右手腰辺に下げ剣を構える |
| 頞儞羅大将     | 頞儞羅大将     | 両手で矢を構える         |
| 波夷羅大将     | （宮毘羅大将） | 両手に弓矢（国宝指定外） |
| 毘羯羅大将     | 毘羯羅大将     | 右手に三鈷杵             |
| 摩虎羅大将     | 摩虎羅大将     | 右手に斧                 |
| 宮毘羅大将     | 招杜羅大将     | 右手胸辺に上げ剣を構える |
| 招杜羅大将     | 珊底羅大将     | 左手下げ剣を持つ         |
| 真達羅大将     | 真達羅大将     | 左手に宝棒               |
| 珊底羅大将     | 安底羅大将     | 右手に戟、冑なし         |
| 迷企羅大将     | 因達羅大将     | 左手を上方に上げる       |
| 安底羅大将     | 伐折羅大将     | 両手で払子を持つ         |
| 因達羅大将     | 波夷羅大将     | 右手に戟、冑をかぶる     |

※上表は『週刊朝日百科　日本の国宝』58号解説による。

### 銅造薬師如来立像

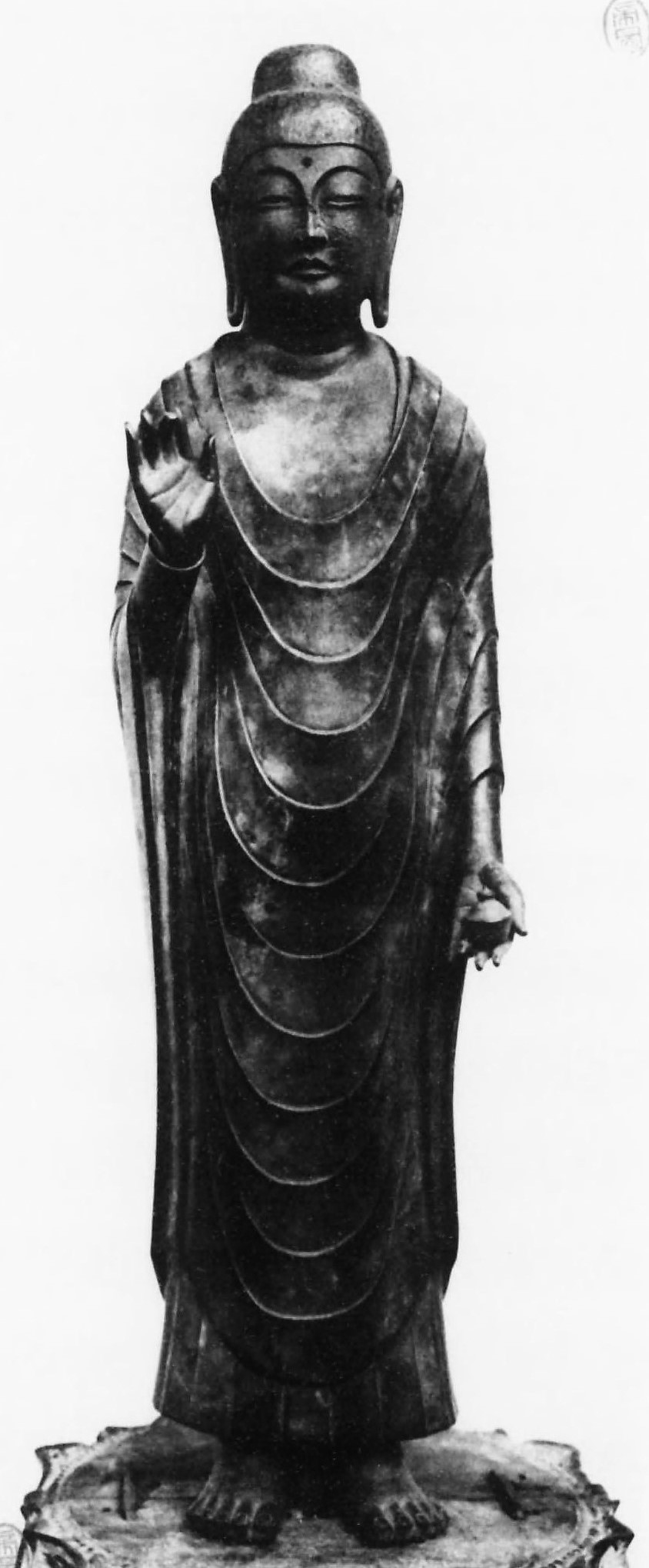
銅造薬師如来立像（香薬師）、重要文化財。所在不明。

重要文化財。通称「香薬師」と呼ばれる奈良時代の全長75センチメートルの金銅仏（金が貼られた銅製の仏像）。中国南北朝期の造形の飛鳥時代前期と中国唐期の造形の奈良時代の間にはさまれた白鳳期（飛鳥時代後期）の作で、日本独特の特色も現れた同期の最高傑作とも言われる仏像で、その美しさから「黄金仏」と呼ばれ、1897年（明治30年）「古社寺保存法」による国宝（旧国宝）に指定されたが、1890年（明治23年）、1911年（明治44年）と2度盗難に遭っており、1943年（昭和18年）の3度目の盗難以降は行方不明の状態である。写真と最終盗難前の1942年にとられた石膏型から作られた模造数点などでしか見ることはできない。1950年、文化財保護法の規定により、いったん旧国宝は重要文化財とされることになり、盗難のまま重要文化財に。他の同時期の仏像が国宝に指定されているところから現物が現れれば国宝（新国宝）指定は間違いないとみられている。
2015年（平成27年）に、長年香薬師像の行方を追う取材活動を続けていた元産経新聞記者の貴田正子の調査によって、仏像の一部である右手が神奈川県鎌倉市の東慶寺から発見された。1950年に仏像愛好家で作家の佐佐木茂索がやはり香薬師像を愛していた亡き妻の供養のためとして発起人となり全額費用負担して本体の模造仏が鋳造され、新薬師寺と奈良市の観音院（のち奈良国立博物館）に寄進された。明治時代の盗難の際に2度とも折られた右手（金むくかどうかを確認するため賊に折られたと思われる）は別に奈良警察署に一時期保管されたこともあり、本体の仏像に付いていた右手は1942年の石膏型取りの際に再現され付けられたものであったらしい。本来の右手は経緯は不明ながら佐佐木茂索に渡り、彼が所持し、2000年（平成12年）に遺族が東慶寺に寄贈していたもので、2016年（平成28年）に新薬師寺に返却された。

### 木造地蔵菩薩立像（2躯）
重要文化財。着衣像と裸形像の2躯がある。景清地蔵と通称する着衣像は鎌倉時代の作で、1869年（明治2年）に近隣の景清地蔵堂から移されたものである。1983年（昭和58年）にこの像の解体修理を行ったところ、内部から裸形像の体部が発見された。鎌倉時代には、裸形の仏像に布製の衣を着せて安置する例が散見される。本像も当初は裸形像に実物の衣を着せていたものとみられるが、後に裸形像の上に木製の衣を張り付ける形に改造された稀有な作例であることが、解体修理の結果判明した。また、像内からは造像にかかわる文書や像の旧部材などの納入品が発見された。嘉禎4年（1238年）の記がある納入文書により、裸形像は興福寺別当を務めた実尊の追善のために弟子の尊遍が造らせたことが判明した。解体修理後は、裸形像に新しく造った頭部をつないで別の像として独立させ、「おたま地蔵」として寺内の香薬師堂に安置している。

### 国宝
- 本堂 - 解説は既出。
- 木造薬師如来坐像 附：法華経（白点本）8巻 - 解説は既出。
- 塑造十二神将立像（宮毘羅大将像を除く）（所在本堂）11躯 附：木造台座裏桟2枚（各に天平の墨書がある） - 解説は既出。

### 重要文化財
- 南門
- 東門
- 鐘楼
- 地蔵堂

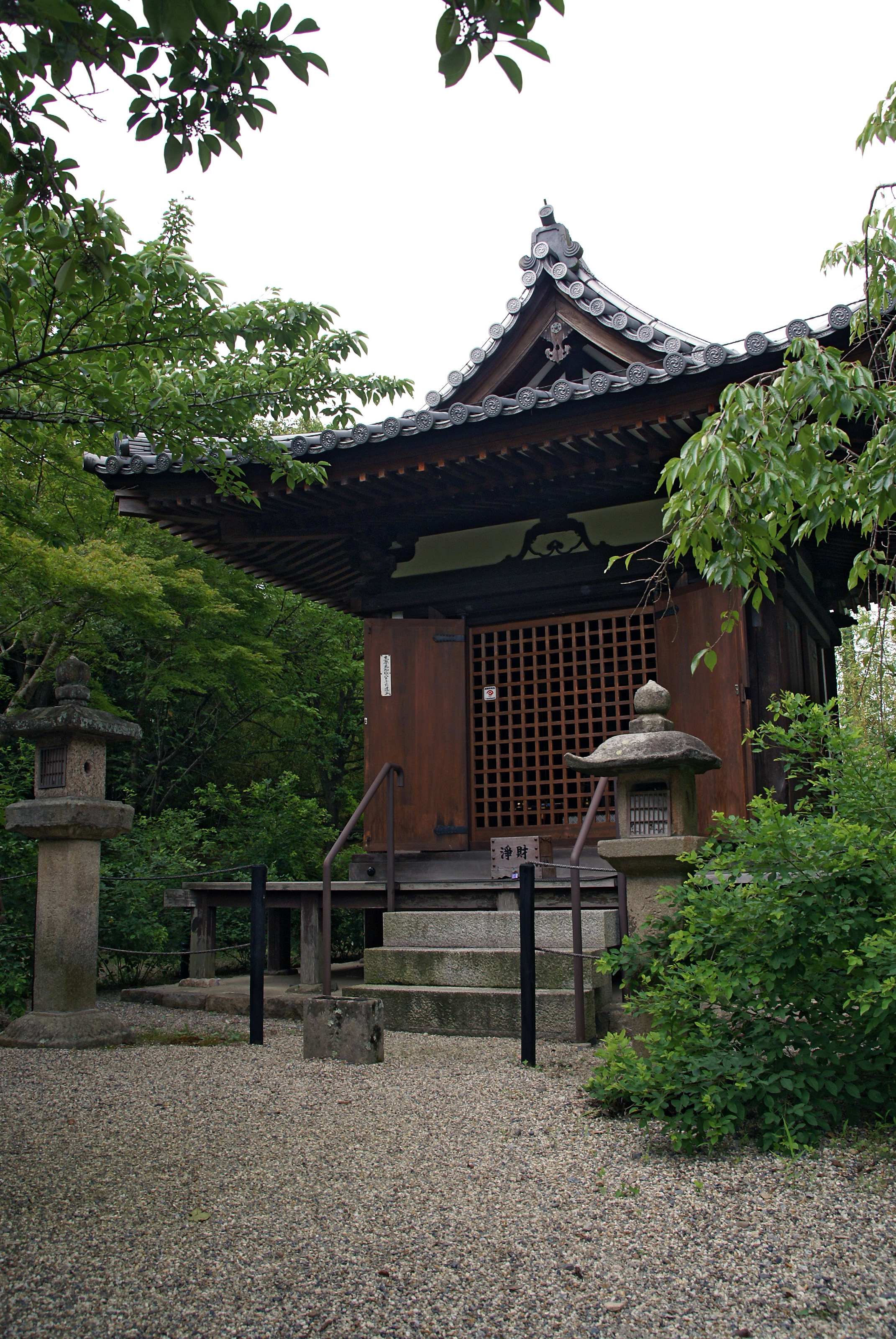
地蔵堂

- 銅造薬師如来立像 - 所在不明。解説は既出。
- 木造不動明王二童子像 - 平安時代。奈良国立博物館に寄託。
- 木造十一面観音立像 - 平安時代。奈良国立博物館に寄託。かつて本尊薬師如来像の左右に「日光・月光菩薩像」として安置されていた2躯の観音像のうちの1躯。
- 木造地蔵菩薩立像2躯（2019年度指定） - 解説は既出[15][16]。
  - （附：像内納入品）
    - 金剛寿命陀羅尼経・梵字一切如来随心真言・尊遍造像願文等 1巻 嘉禎四年十一月十九日奥書　
    - 般若心経残欠 1枚
    - 宋銭包紙 3枚 各に地蔵偈、梵字諸真言、継玄願文等がある
    - 願文 1通
    - 墨書紙片 2枚
    - 印仏残欠 1枚
- 絹本着色仏涅槃像 - 平安時代末～鎌倉時代。東京国立博物館に寄託。
- 銅鐘（梵鐘）
- 銅手錫杖

※典拠：2000年（平成12年）までの指定物件については、『国宝・重要文化財大全 別巻』（所有者別総合目録・名称総索引・統計資料）（毎日新聞社、2000年）による。

### 新薬師寺旧蔵の重要文化財
- 木造十一面観音立像 - かつて本尊薬師如来像の左右に「日光・月光菩薩像」として安置されていた2躯の観音像のうちの1躯。現在は奈良国立博物館蔵（参照：文化遺産オンライン）[17]。
- 木造准胝観音立像 - 第二次世界大戦後、寺を離れ個人蔵を経て文化庁保管となっている。重要文化財指定名称は「木造千手観音立像」。

## 前後の札所
西国薬師四十九霊場
5 元興寺極楽坊　-　6 新薬師寺　-　7 久米寺
大和十三仏霊場
6 當麻寺（中之坊）　-　7 新薬師寺　-　8 おふさ観音
大和北部八十八ヶ所霊場
7 福智院　-　8 新薬師寺　-　9 元興寺極楽坊

## アクセス
奈良交通市内循環「高畑町」下車、徒歩10分。

## 周辺情報
- 南都鏡神社（新薬師寺の鎮守社）
  - 赤穂神社（別社）
  - 比賣神社（摂社）
- 奈良教育大学
- 志賀直哉旧居
- 春日山不空院
- 春日大社
- 奈良公園
- 柳生街道